# تامی ابوت
تامی ابوت (انگلیسی: Tommy Abbott; ۴ نوامبر ۱۹۳۴ – ۸ آوریل ۱۹۸۷) هنرپیشه، رقص، طراحی رقص اهل ایالات متحده آمریکا بود.